# سوسن بدر
سوسن بدر (عربی: سوسن بدر؛ زادهٔ ۲۵ سپتامبر ۱۹۵۷) هنرپیشه اهل مصر است.
از فیلم‌ها یا برنامه‌های تلویزیونی که وی در آن نقش داشته‌است می‌توان به ۶۷۸، مرگ یک شاهدخت اشاره کرد.